# Middle (chanson)
Middle est une chanson du DJ et producteur français DJ Snake, en featuring avec le chanteur britannique Bipolar Sunshine. Le titre est sorti en tant que 1re single de l'album Encore, le 16 octobre 2015 en téléchargement numérique sur le label Interscope. La chanson a été écrite et produite par William Grigahcine, Aaron Kleinstub et Adio Joshua Marchant.

## Clip vidéo
Le clip est publié sur YouTube, le 16 mars 2016 et est réalisé par Colin Tilley. Il met en scène l'acteur de la tétralogie Hunger Games, Josh Hutcherson et l'actrice Kiersey Clemons. Le tournage principal a lieu dans le quartier de San Pedro à Los Angeles, en Californie. Le clip fait référence à l'univers des super-héros et des comics.

## Liste des titres
| 1. | Middle | 3:40 |

| 1. | Middle (4B Remix)   | 2:55 |
| 2. | Middle (Mija Remix) | 3:02 |

## Classements
| Classement (2015-16)                    | Meilleure position |
| --------------------------------------- | ------------------ |
| Suisse (Schweizer Hitparade)            | 42                 |
| Allemagne (Media Control AG)            | 49                 |
| France (SNEP)                           | 12                 |
| Pays-Bas (Nederlandse Top 40)           | 41                 |
| Belgique (Flandre Ultratop 50 Singles)  | 29                 |
| Belgique (Wallonie Ultratop 50 Singles) | 8                  |
| Belgique (Wallonie Ultratip 50)         | 2                  |
| Suède (Sverigetopplistan)               | 37                 |
| Australie (ARIA)                        | 5                  |
| Nouvelle-Zélande (RMNZ)                 | 13                 |
| Autriche (Ö3 Austria Top 40)            | 48                 |
| Italie (FIMI)                           | 42                 |
| Espagne (PROMUSICAE)                    | 62                 |

## Certification
| Région                                                                                                 | Certification | Ventes/Streams |
| --- | ------------- | -------------- |
| Australie (ARIA)                                                                                       | 5 × Platine   | 70 000^        |
| Brésil (ABPD)                                                                                          | 3 × Platine   | 0*             |
| France (SNEP)                                                                                          | 1 × Platine   | 250 000*       |
| Allemagne (BM)                                                                                         | 1 × Or        | 0^             |
| Italie (FIMI)                                                                                          | 1 × Platine   | 0‡             |
| Nouvelle-Zélande (RMNZ)                                                                                | 3 × Platine   | 15 000*        |
| Royaume-Uni (BPI)                                                                                      | 1 × Platine   | 0‡             |
| États-Unis (RIAA)                                                                                      | 3 × Platine   | 1 000 000^     |
| Mexique (AMPFV)                                                                                        | 2 × Or        | 30 000^        |
| *Ventes selon la certification ^Mise en rayon selon la certification xNon précisé par la certification |               |                |